# 科薩爾希納
50°2′52″N 25°5′32″E / 50.04778°N 25.09222°E
科薩爾希納（烏克蘭語：Косарщина），是烏克蘭西部的村莊，隸屬利維夫州的佐洛奇夫區。該村面積0.54平方公里，海拔高度231米，2001年人口76，人口密度每平方公里140.22人。